# Kanyakumari (district)
Kanyakumari (sinds 2016 officieel Kanniyakumari) is een district van de Indiase staat Tamil Nadu. Het district telt 1.669.763 inwoners (2001) en heeft een oppervlakte van 1685 km². De hoofdstad is Nagercoil.
Het district werd gesticht in 1956, als een van de 13 districten van de toenmalige deelstaat Madras. Het dankt zijn naam aan de plaats Kanyakumari, voorheen bekend als Kaap Comorin, de zuidelijkste plaats op de Indiase vasteland. Het district Kanyakumari is het enige district van Tamil Nadu dat aan de Arabische Zee grenst. Het grenst tevens aan de staat Kerala.
Hoofdstad: Chennai
Districten: Ariyalur · Chengalpattu · Chennai · Coimbatore · Cuddalore · Dharmapuri · Dindigul · Erode · Kallakurichi · Kanchipuram · Kanyakumari · Karur · Krishnagiri · Madurai · Mayiladuthurai · Nagapattinam · Namakkal · Nilgiris · Perambalur · Pudukkottai · Ramanathapuram · Ranipet · Salem · Sivaganga · Tenkasi · Thanjavur · Theni · Thoothukudi · Tiruchirappalli · Tirunelveli · Tirupattur · Tirupur · Tiruvallur · Tiruvannamalai · Tiruvarur · Vellore · Viluppuram · Virudhunagar